# Planolocha autoptis
Planolocha autoptis är en fjärilsart som beskrevs av Edward Meyrick 1892. Planolocha autoptis ingår i släktet Planolocha och familjen mätare. Inga underarter finns listade i Catalogue of Life.